# Dungeon of the Endless
Dungeon of the Endless est un jeu vidéo, sorti sur PC le 27 octobre 2014, et développé par Amplitude Studios.
Il a été développé par Amplitudes Studio et se déroule dans le même univers que Endless Space et que Endless Legend. Contrairement à ses deux prédécesseurs, il ne s'agit pas d'un jeu 4X mais d'un hybride entre le tower defense et le rogue-like.
Le joueur incarne l'équipage d'un vaisseau spatial qui s'est écrasé sur la planète Auriga. Ils doivent fuir le sous-sol dangereux dans lequel ils sont bloqués ; pour cela, il leur faudra traverser 12 niveaux générés aléatoirement et remplis de monstres.

## Accueil
- Canard PC : 8/10[2]

## Sources
- « Test de Dungeon of the Endless », sur Gamekult (consulté le 13 décembre 2014)
- « Test de Dungeon of the Endless », sur Jeuxvideo.com (consulté le 13 décembre 2014)
- (en) « Dungeon of the Endless is roguelike, tower defense, sci-fi and fantasy », sur Joystiq (consulté le 13 décembre 2014)
- (en) « Wot I Think: Dungeon of the Endless », sur Rock, Paper, Shotgun (consulté le 13 décembre 2014)
- (en) « Dungeon of the Endless review », sur IGN (consulté le 13 décembre 2014)